# 馬特森灣
80°50′S 160°30′E / 80.833°S 160.500°E
馬特森灣（英語：Matterson Inlet），是南極洲的海灣，位於沙克爾頓海岸，處於彭尼角和道格拉斯角之間的羅斯冰架東部，由新西蘭探險隊命名，現時由南極條約體系管理。

## 外部連結
. . United States Geological Survey.   [2013-08-29].